# Zvenyika Makonese
Zvenyika Makonese (Chiredzi, 7 de julho de 1977) é um ex-futebolista profissional zimbabuano que atuava como defensor.

## Carreira
Zvenyika Makonese representou o elenco da Seleção Zimbabuense de Futebol no Campeonato Africano das Nações de 2006.